# Spongiocarpella nubigena
Spongiocarpella nubigena är en ärtväxtart som först beskrevs av David Don, och fick sitt nu gällande namn av Gennady Pavlovich Yakovlev. Spongiocarpella nubigena ingår i släktet Spongiocarpella och familjen ärtväxter.

## Underarter
Arten delas in i följande underarter:
- S. n. kumaoensis
- S. n. nubigena